# Crottes-en-Pithiverais
Crottes-en-Pithiverais ist eine französische Gemeinde mit 319 Einwohnern (Stand: 1. Januar 2022) im Département Loiret in der Region Centre-Val de Loire. Sie gehört zum Arrondissement Pithiviers und zum Kanton Pithiviers. Die Einwohner werden Crottois genannt.

## Geographie
Die Gemeinde Crottes-en-Pithiverais liegt im Südosten der Landschaft Beauce, 13 Kilometer südwestlich von Pithiviers und etwa 28 Kilometer nordnordöstlich von Orléans. Umgeben wird Crottes-en-Pithiverais von den Nachbargemeinden Bazoches-les-Gallerandes im Norden, Attray im Osten, Neuville-aux-Bois im Süden sowie Aschères-le-Marché im Westen. Im Süden der Gemeinde verläuft die Autoroute A19.

## Geschichte
1972 wurde die bis dahin eigenständige Kommune Teillay-Saint-Benoît eingemeindet.

## Bevölkerungsentwicklung
| Jahr                       | 1962 | 1968 | 1975 | 1982 | 1990 | 1999 | 2006 | 2016 | 2022 |
| Einwohner                  | 222  | 212  | 261  | 244  | 217  | 245  | 312  | 339  | 319  |
| Quellen: Cassini und INSEE |      |      |      |      |      |      |      |      |      |

## Sehenswürdigkeiten
- Kirche Saint-Pierre-et-Sainte-Philomène

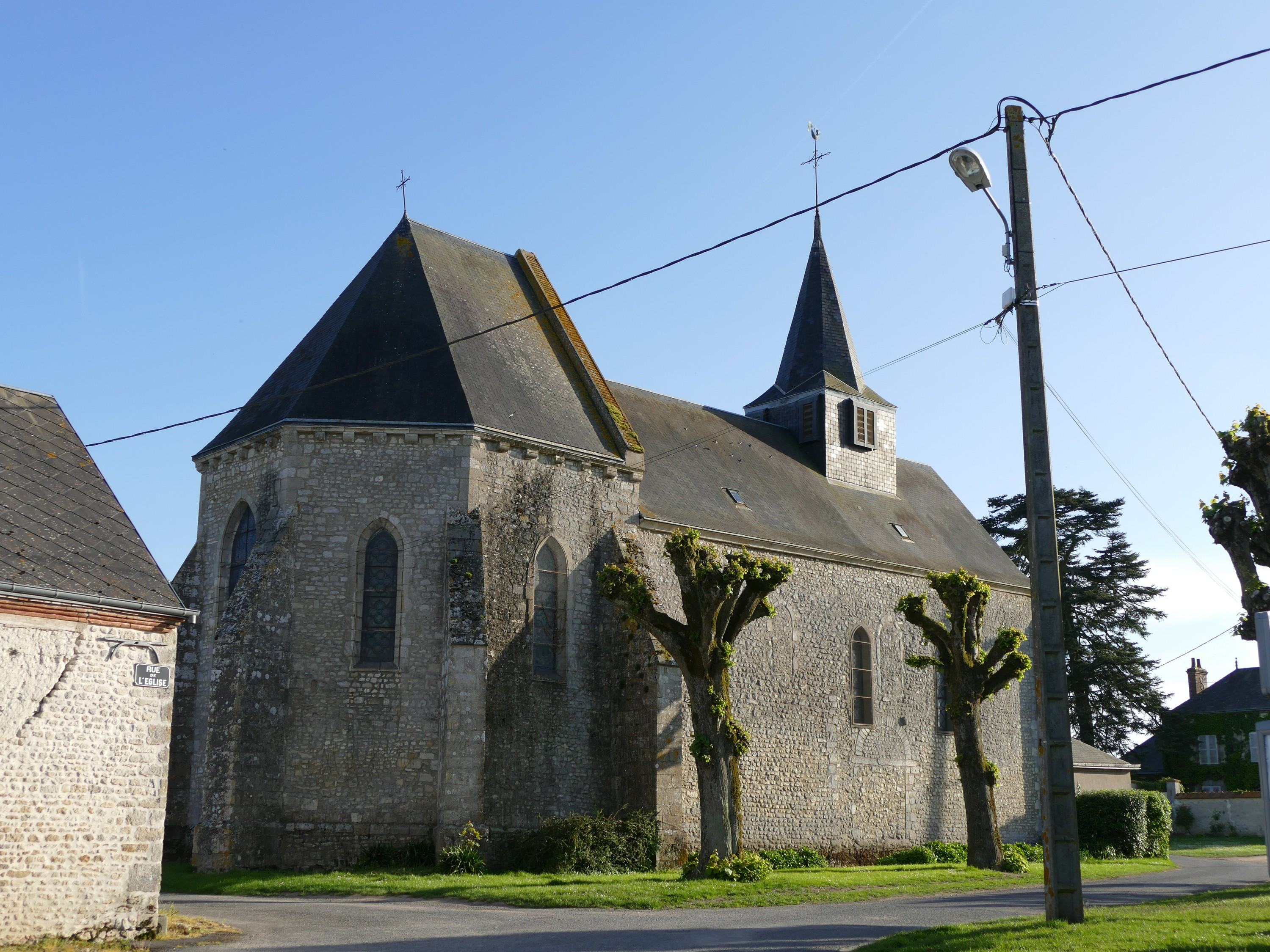
Kirche Saint-Pierre-et-Sainte-Philomène